# 罗伯特·格里芬
罗伯特·保罗·格里芬（英語：Robert Paul Griffin，1923年11月6日—2015年4月17日），美国共和党政治人物，原密歇根州联邦众议员、联邦参议员，密歇根州最高法院法官。
格里芬曾先后毕业于中密歇根学院、密歇根大学法学院。1956年，当选密歇根州第9国会选区联邦众议员。1966年，联邦参议员帕特里克·麦克纳马拉去世后，他被任命为参议员，以接替麦克纳马拉留下的空位。同年竞选连任参议员成功，并一直担任参议员直至1979年。期间，他曾于1968年领导了一场成功的冗长辩论，阻止了与总统林登·约翰逊关系密切的联邦最高法院大法官亚伯拉罕·亚伯·方特斯成为首席大法官。此后，他于1969年至1977年间出任参议院共产党党鞭。不过他在1978年的参议员选举中惜败给了民主党的卡尔·列文。之后，他还于1987年至1994年之间担任过密歇根州最高法院法官。
格里芬之子理查德·艾伦·格里芬为现任美国联邦第六巡回上诉法院法官。
2015年4月17日，格里芬在密歇根州特拉弗斯城逝世，终年91岁。